# Zlomený šíp
Zlomený šíp (originále Broken Arrow) je americký filmový western natočený v USA v roce 1950.

## Děj
Tom Jeffords se spřátelí s náčelníkem Apačů Cochisem a oba se od sebe navzájem učí. Tom se časem také zamiluje do indiánské dívky
Sonseehray, ta jeho lásku opětuje a Jefford jí slíbí, že se pro ni vrátí, až vyřídí, na čem se s Cochisem dohodli. Cochise souhlasil s tím, že umožní americké poště nerušený průjezd jeho územím. Když Jeffords tlumočí svým krajanům Cochisův slib, mnoho z nich mu nevěří. Ale Cochise své slovo dodrží pošta přes jeho území projíždí bez potíží. Jeffords se vrací do indiánské vesnice, aby tam vyřídil požadavek generála Howarda prezident Grant hodlá s Apači uzavřít mírovou dohodu. Cochise souhlasí, vyžádá si jen tříměsíční zkušební dobu. Někteří běloši však jsou proti dohodě a vlákají skupinu indiánů do léčky. Mezi indiány je i Jeffords se svou nevěstou, a také Cochise. Jeffords je zraněn a Sonseeahray zastřelena. Indiánské posily pak napadnou poštovní vůz. Mírová dohoda je vážně ohrožena.

## Ocenění
Film byl nominován na Cenu filmové akademie a vyhrál Zlatý Glóbus za nejlepší film podporující mezinárodní vztahy. Byl to první western, který sympatizoval s Indiány.